# Peter Anvin
Hans Peter Anvin, även känd som H. Peter Anvin, Peter Anvin eller bara hpa är en svensk dataprogrammerare som utmärkt sig för sina bidrag till olika open sourceprojekt. Han är upphovsman till SYSLINUX, klibc, Linux Assigned Names and Numbers Authority (LANANA) samt "hack" till Linux-kärnan såsom:
- UNIX98 ptys
- CPUID (drivrutin)
- Linux-kärnan automounter
- zisofs[2]
- RAID 6-support[3]

Peter Anvin var tidigare administratör för Usenet-hierarkin Linux.* och Linux kernel-arkivet på kernel.org, skrev den ursprungliga Swap Space How-to och "Linux/I386 Boot-Protokollet".
1994 tog Anvin examen från Northwestern University där han under studietiden varit ordförande för Northwestern Amateur Radio Society.
Utöver sitt jobb på Intels Open Source Technology Center har Anvin varit upprätthållare av det unifierade x86/x86-64 Linux kernel-trädet och huvudadministratör för Netwide Assembler (NASM).
Anvin arbetade tidigare på Transmeta, där han var mjukvaruarkitekt och tekniskt ansvarig, på Orion Multisystems där han jobbade med processorakitektur och code morphing-mjukvara samt rPath.

## Fotnoter och referenser
1. 1 2 3  ”Who is Who” (på engelska). Skåne Själland Linux User Group. Arkiverad från originalet den 21 november 2008. https://web.archive.org/web/20081121031503/http://www.sslug.dk/misc/ely.dkuug.dk/2-who.html. Läst 2 augusti 2009.
2. 1 2 3  ”Developer page - H. Peter Anvin” (på engelska). Softpedia. 2009. Arkiverad från originalet den 3 april 2010. https://web.archive.org/web/20100403023351/http://linux.softpedia.com/developer/H-Peter-Anvin-4381.html. Läst 2 augusti 2009.
3. ↑  Anvin, H. Peter (2004–2009). ”The mathematics of RAID-6” (på engelska) (PDF). kernel.org. http://www.kernel.org/pub/linux/kernel/people/hpa/raid6.pdf. Läst 2 augusti 2009.
4. ↑  ”Reunion 2009 -- Class of 1994 -- Who's Wanted” (på engelska). Reunions & Homecoming. Northwestern Alumni Association. 8 april 2009. http://alumni.northwestern.edu/node/1264. Läst 2 augusti 2009.

- Linux kernel traffic quotes: H. Peter Anvin (engelska)
- Kehrer, Anika (26 mars 2009). ”Videointervju med kernelutvecklare Peter Anvin” (på engelska). Linux Magazine (Linux New Media). http://www.linuxpromagazine.com/Online/News/Video-Interview-with-Kernel-Developer-Peter-Anvin. Läst 2 augusti 2009.
- Tidningsintervju i Västmanlands Läns Tidning kring Anvins karriär och uppväxt